# Denis Poulot
Denis Poulot, né le 3 mars 1832 à Gray et mort le 28 mars 1905 à Paris, est un entrepreneur, philanthrope et essayiste français.

## Biographie
Denis Poulot est le fils de Jean-Baptiste Poulot, un officier de l'armée du Premier Empire, demi-solde en 1815, chevalier de la Légion d'honneur, commandant du bataillon de garde national de Gray, et de Françoise Olympe Fantin. Pour faire vivre sa famille de huit enfants, il a créé un commerce de bois à Gray.
Entré à l'École des Arts et Métiers de Châlons en 1847, il en sort trois ans plus tard. Son frère Alfred, ancien élève de l'école des Arts et Métiers de Châlons, associé à une entreprise de construction de machines-outils, l'a embauché comme ajusteur-tourneur, puis chef monteur. Il devient contremaître en 1852 dans les ateliers d'Ernest Goüin et Cie, attaché à Alphonse Oudry. 
Il fonde en 1857 une fabrique de ferronnerie dans le 19e arrondissement de Paris qu'il a cédé en 1868 à Nicolas Vuillaume (Châlons 1840) et a son fils Ernest (Châlons 1872) qui a été président de la Société des anciens élèves des Arts et Métiers de 1913 à 1917. En 1872, il a créé une « fabrique de produits pour polissage » (meules, émeri, machines à polir), au 50 avenue Philippe-Auguste, et remporte une médaille à l'Exposition de 1878. Il a cédé cette entreprise à ses trois fils, Émile, Albert et Marcel, anciens élèves des Arts et Métiers. Cette entreprise a continué après sa mort sous le nom de « Veuve Poulot et fils ». Cette entreprise a duré jusqu'en 1950.
Son livre, Le sublime, traitant des ouvriers très qualifiés généralement indépendants, inspirera à Émile Zola L'Assommoir. 
Il fut maire du 11e arrondissement de Paris de 1879 à 1882. Esprit libéral, il y a encouragé la création de la Société du mariage civil, en 1881 qui a facilité 20 000 mariages et la légitimation de 8 000 enfants. Il a doublé les cours du soir de la mairie, créé une école de gymnastique et le gymnase Voltaire de la rue Japy.
Dans le conflit qui l'a opposé au sujet du développement de l'école des Arts et Métiers avec Lucien Arbel, conservateur qui s'opposait à l'élévation du niveau des programmes de l'École, il a défendu la nécessité de faire évoluer l'enseignement de l'école : « Il faut que les écoles d'Arts et Métiers forment des sujets de plus en plus instruits, constamment maintenus à la hauteur des sciences mécaniques appliquées, et pouvant, par un travail assidu, s'élever aux premiers rangs de l'industrie française ». Il a été élu président de la Société des anciens élèves des Arts et Métiers en 1882. Il a été membre du Conseil de perfectionnement des Écoles d'Arts et Métiers et inspecteur régional de l'Enseignement technique.
Il est enterré au cimetière du Père-Lachaise (92e division).

## Publications
- Le Sublime ou le travailleur comme il est en 1870, et ce qu'il peut être, Librairie internationale, Paris, 1870 (lire en ligne).
- Livre manifeste d'un bourgeois démocrate, octobre 1871, chez Bagès libraire, Paris, 1871 (lire en ligne)
- « Renoncement au tabac », dans Journal de la Société contre l'abus du tabac, septembre 1893, p. 207-211 (lire en ligne)

## Famille
- Jean-Baptiste Poulot, marié à Françoise Olympe Fantin, ont huit enfants :
  - Alfred Poulot, ancien élève des Arts et Métiers (Châlons 1836)
  - Jules Augustin Poulot, né le 11 juillet 1826 à Gray, chef d'escadron d'état-major, officier de la Légion d'honneur[3].
  - Denis Joseph Poulot, le 3 mars 1832 à Gray, marié à Marguerite Joseph Joly, 
    - Émile Poulot, ancien élève des Arts et Métiers (Châlons 1878)
    - Albert Poulot, ancien élève des Arts et Métiers (Châlons 1881)
    - Marcel Poulot; ancien élève des Arts et Métiers (Châlons 1887)

  - Joseph Toussaint Ernest Poulot, né le 19 février 1836 à Gray, décédé en 1928, marié avec Apoline Elisabeth Metzinger (1844-1923) en 1875, colonel du 3e régiment de cuirassiers, officier de la Légion d'honneur[4],
    - Pierre Poulot (1884-1964)

## Distinctions
- Chevalier de la Légion d'honneur, le 11 juillet 1882
- Officier de la Légion d'honneur, 11 décembre 1900[5].
- Officier d'académie, en 1880, le 14 juillet 1880.

## Hommage
Le square Denis-Poulot à Paris a été nommé d'après lui. 